# Diploschistes badius
Diploschistes badius är en lavart som beskrevs av Lumbsch & Elix. Diploschistes badius ingår i släktet Diploschistes och familjen Graphidaceae.   Inga underarter finns listade i Catalogue of Life.